# Salzgraben Salzdahlum

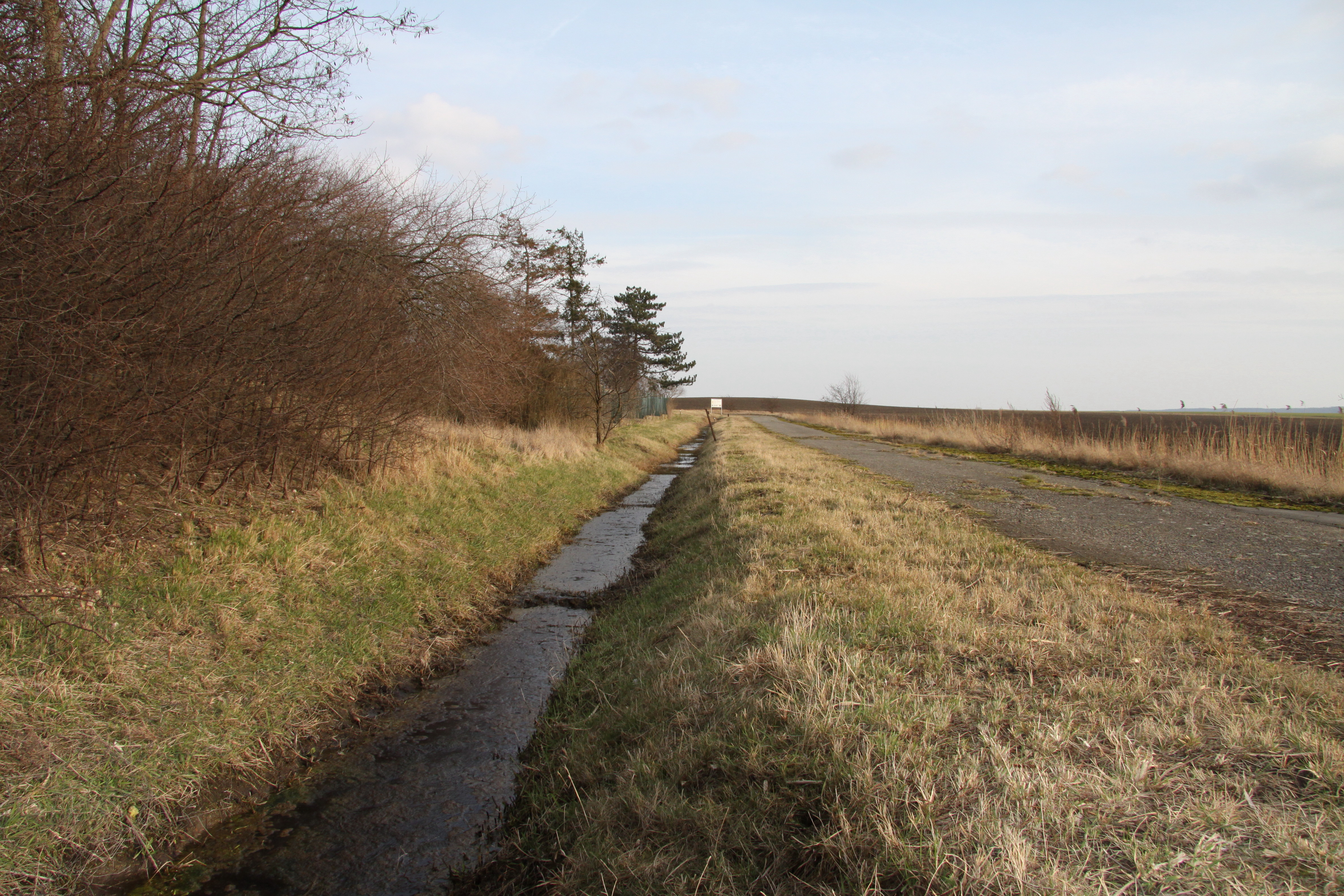
Blick entlang des Salzgrabens

Der Salzgraben bei Salzdahlum ist ein Naturdenkmal in der Nähe von Salzdahlum, einem Stadtteil von Wolfenbüttel in Niedersachsen. In dem Biotop mit der Naturdenkmal-Kennung ND WF 40 wachsen auch Pflanzen, die ansonsten nur in der Nähe von Meeresküsten vorkommen. 
Der Salzgraben liegt nordöstlich von Salzdahlum an einer Abzweigung der Straße, die nach Sickte führt.

## Entstehung

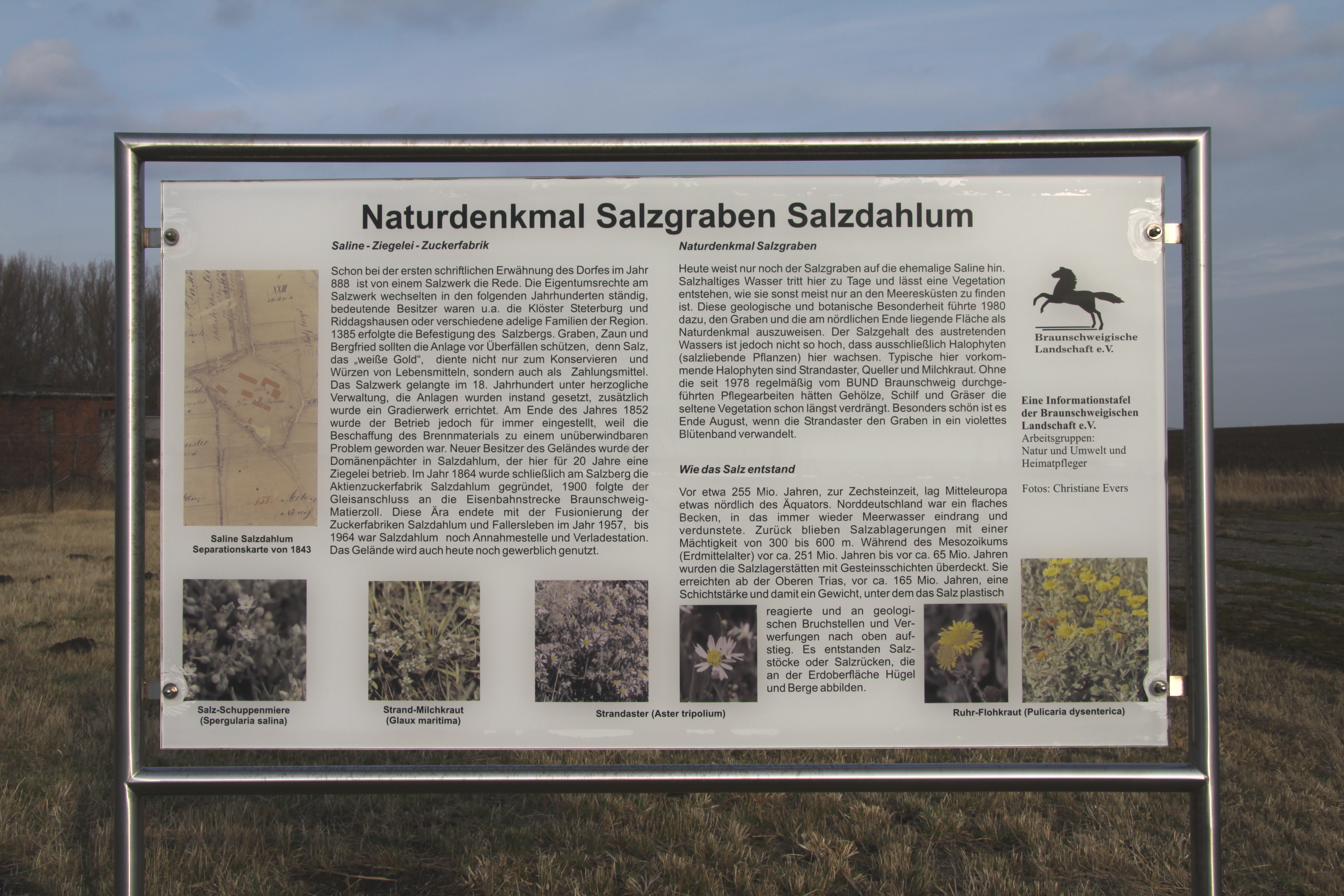
Informationstafel zum Naturdenkmal

In der Zechsteinzeit, etwa vor 255 Millionen Jahren, war Norddeutschland ein flaches Meeresbecken, das Zechsteinmeer. Durch wechselhafte Flutung über Jahrmillionen verdunstete Wasser in dem Becken und das darin enthaltene Salz lagerte sich in einer Mächtigkeit von mehreren hundert Metern ab. Als diese Salzlagerstätten im Mesozoikum von anderen Gesteinsschichten überlagert wurden, war der Druck der Gesteinsschichten so groß, dass sich das Salz plastisch verformte und in geologischen Brüchen, Schwachstellen und Verwerfungen nach oben gedrückt wurde. Es entstanden Salzstöcke oder Salzkissen, die an der Erdoberfläche Hügel und Berge bildeten. Beispiele hierfür sind die in Sichtweite liegende Asse oder der Elm, die durch die darunter liegenden Salzstöcke angehoben wurden. Auch wasserführende Schichten kamen in Kontakt mit den Salzstöcken und Salzschichten und offensichtlich wird am Salzgraben Salzdahlum salzhaltiges Wasser an die Erdoberfläche ausgespült.

## Geschichte

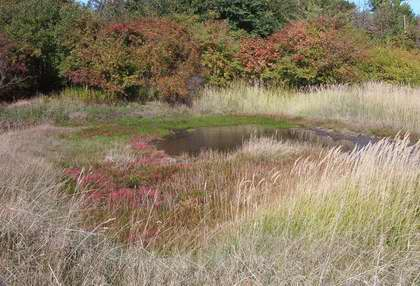
Zum Naturdenkmal gehörende Fläche, vermutlich ein Salinebecken

Die ehemalige Saline wurde bereits 888 in einer Urkunde erwähnt. Das Salzwerk wechselte in den folgenden Jahrhunderten häufig seine Eigentümer, darunter waren das Stift Steterburg, Kloster Riddagshausen oder adelige Familien. 1385 wurde es gegen Diebstähle befestigt und gesichert, da Salz seinerzeit große wirtschaftliche Bedeutung hatte. Als Herzöge die Saline verwalteten, wurde sie 1835 instand gesetzt und ein Gradierwerk errichtet. Das Gradierwerk wurde wegen Brennstoffmangel aufgegeben. Ende 1852 kam es zur Einstellung der Salzgewinnung und der neue Besitzer, der Domänenpächter in Salzdahlum, betrieb zeitweise eine Ziegelei. Im 19. Jahrhundert wurde auf dem Gelände eine Zuckerfabrik gebaut, die bis Mitte des 20. Jahrhunderts betrieben wurde. Heute, Anfang des 21. Jahrhunderts, wird die Fläche gewerblich genutzt. Der Salzgraben blieb erhalten und wurde 1980 mit einer zugehörigen Fläche am nördlichen Grabenende, vermutlich einem alten Salinebecken, zum Naturdenkmal erklärt.

## Vegetation

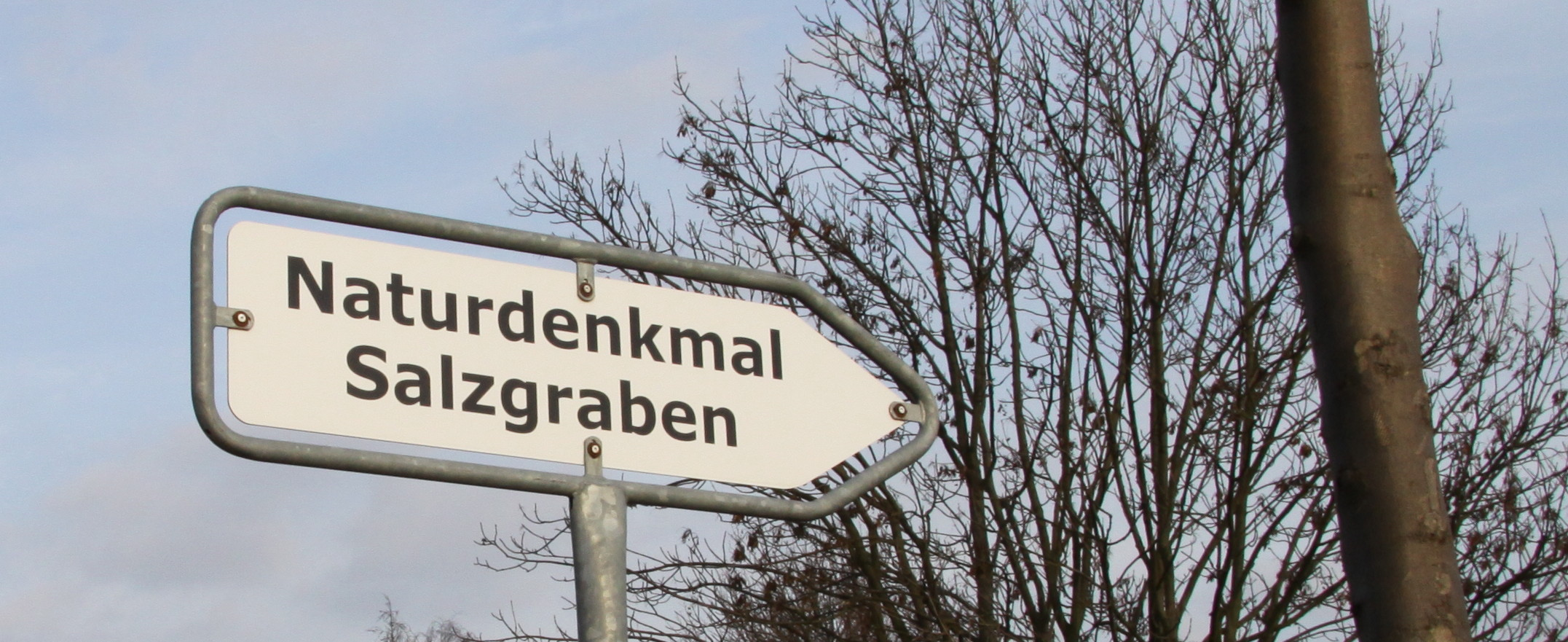
Hinweisschild zum Salzgraben

Heute weist auf die ehemalige Saline insbesondere der wasserführende Salzgraben hin. Neben dem Graben hat sich eine Vegetation entwickelt, die eine geologische und botanische Besonderheit darstellt, denn es wachsen Pflanzen, die meist nur an den Meeresküsten zu finden sind. Der Salzgehalt des ausgetretenen Wassers ist nicht sehr hoch und es wachsen Halophyten, salzliebende Pflanzen. Typische dort vorkommenden Halophyten sind Strandaster (Aster tripolium), Strand-Milchkraut (Glaux maritima) und Salz-Schuppenmiere (Spergularia salina). Ferner wächst dort auch das Ruhr-Flohkraut (Pulicaria dysenterica).
Der Erhalt dieses Biotops wird u. a. dadurch gesichert, dass der BUND jährlich den dort wachsenden Gehölz- und Grasaufwuchs entfernt.

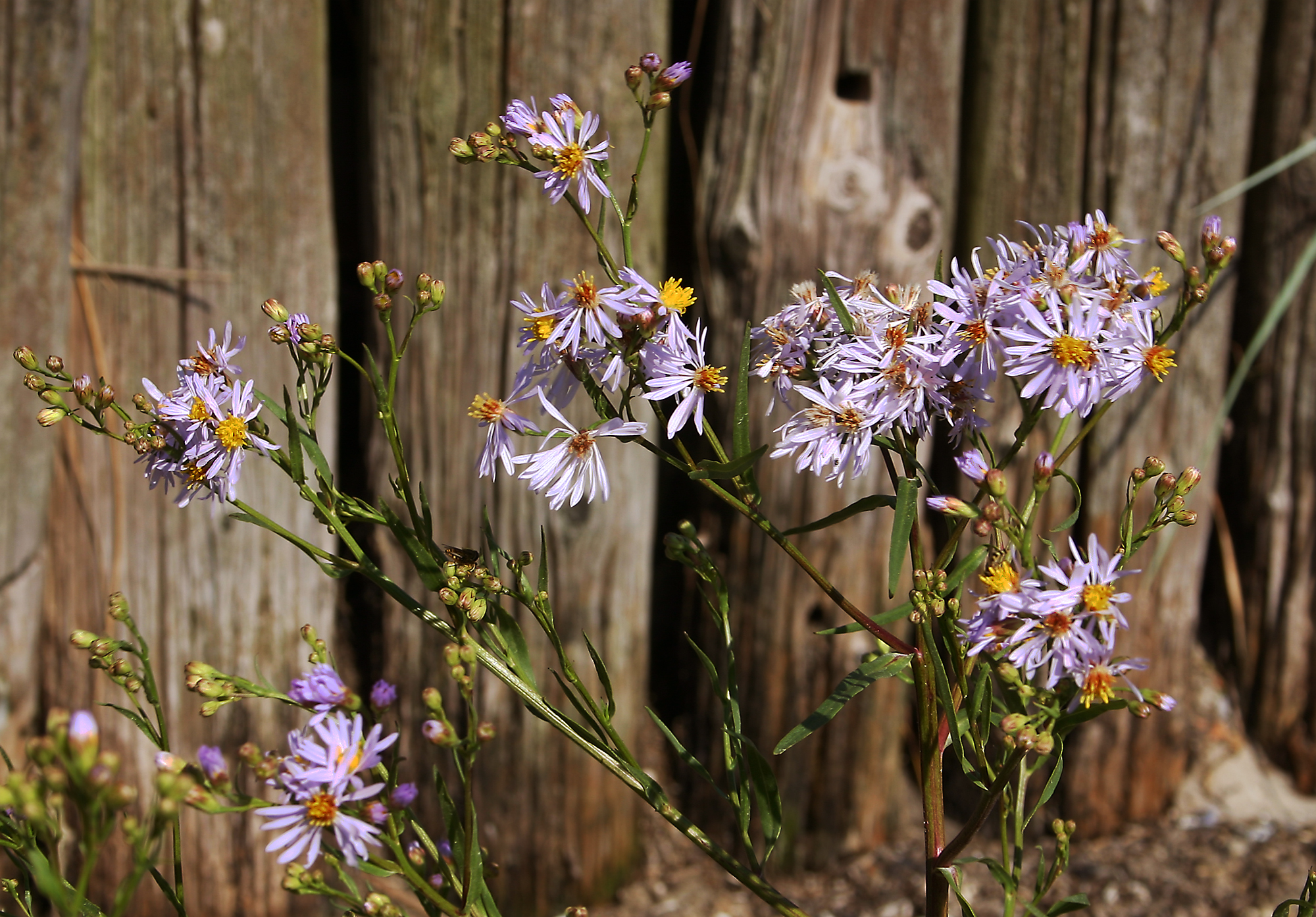
Strandaster
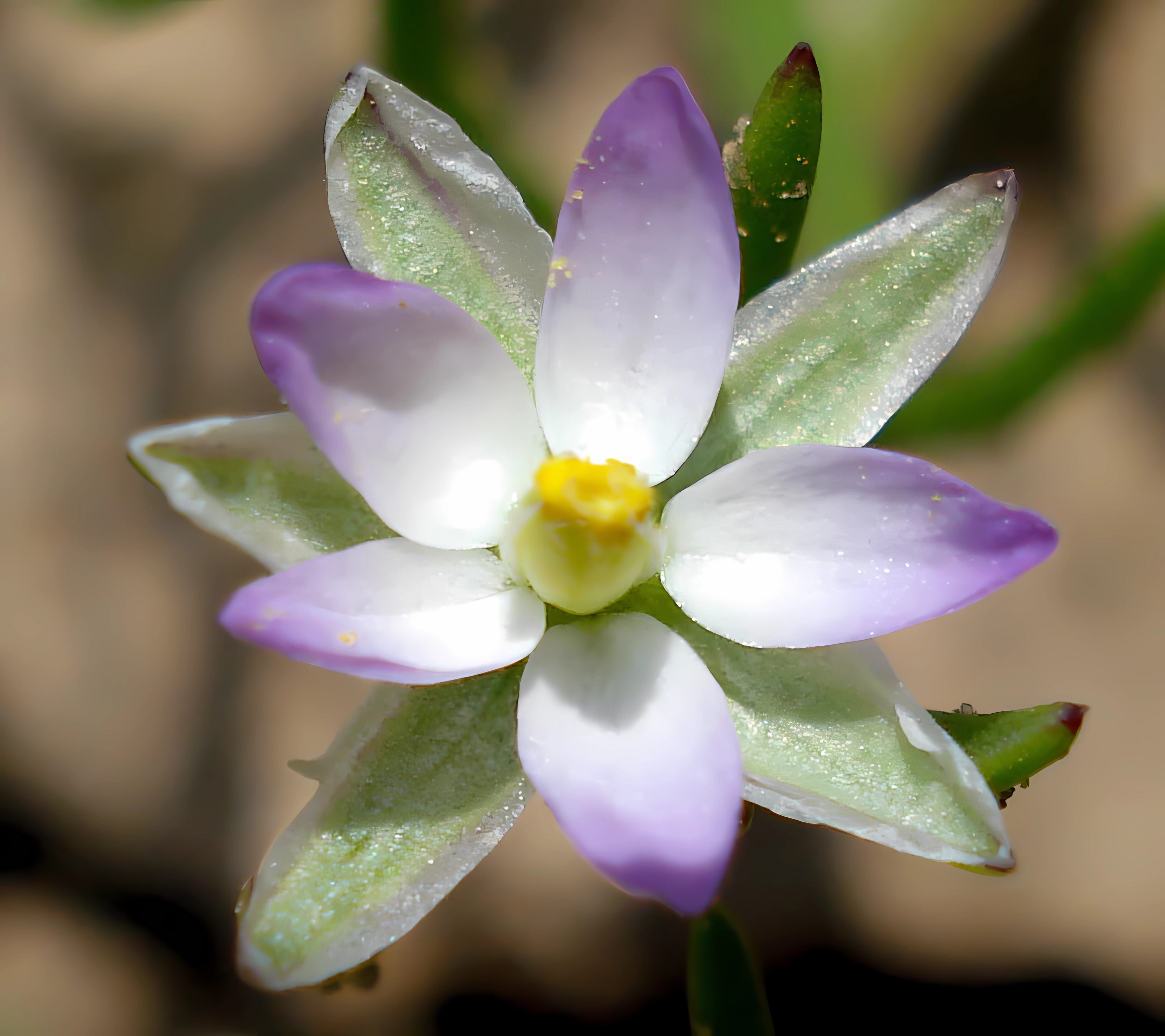
Salz-Schuppenmiere
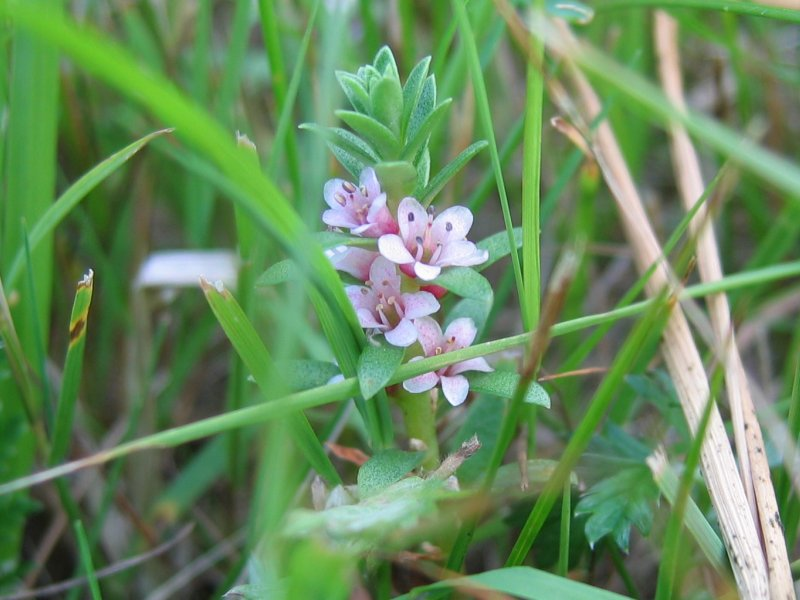
Strand-Milchkraut
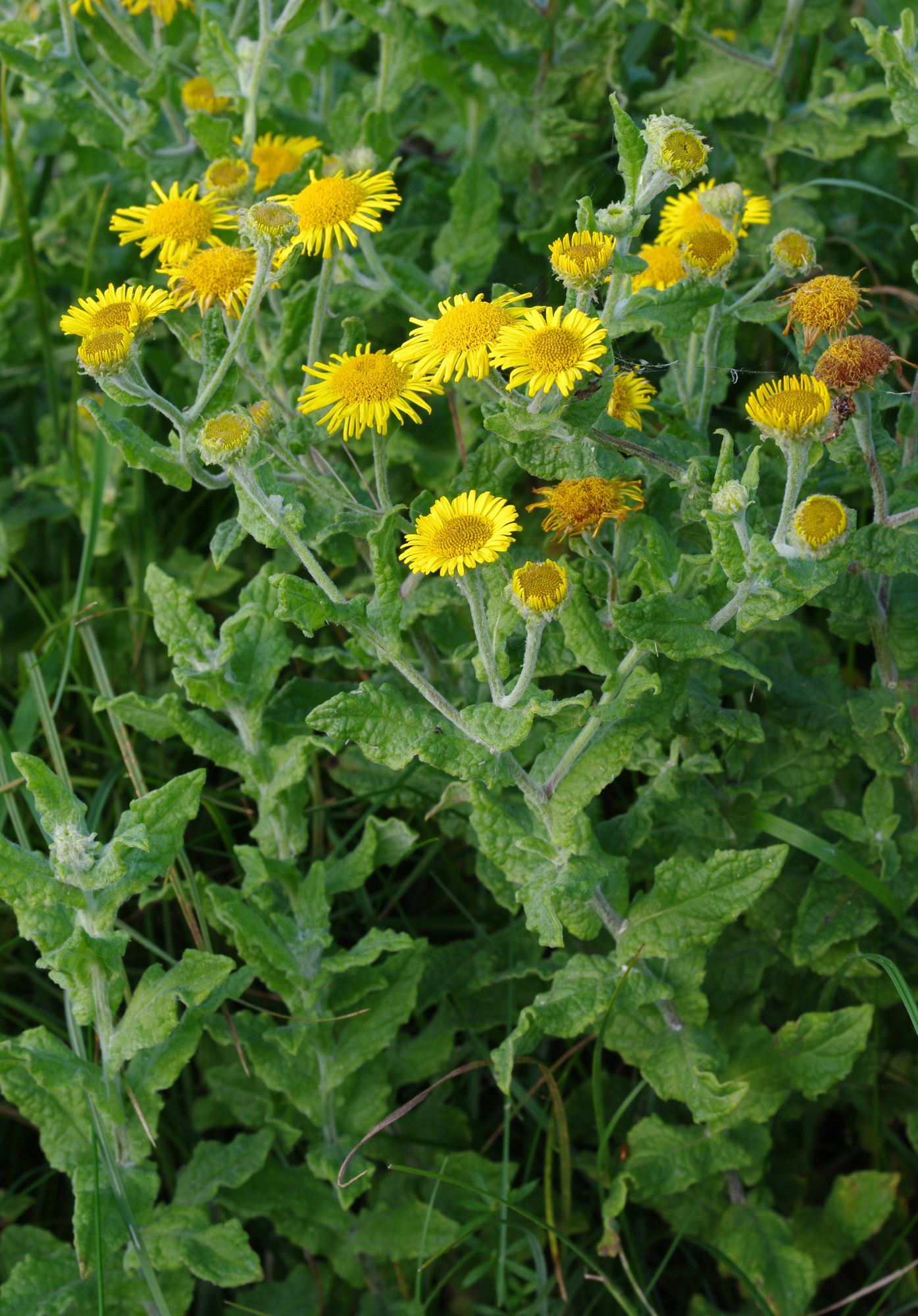
Ruhr-Flohkraut